# Młynary
Młynary là một thị trấn thuộc huyện Elbląski, tỉnh Warmińsko-Mazurskie ở đông-bắc Ba Lan. Thị trấn có diện tích 3 km². Đến ngày 1 tháng 1 năm 2011, dân số của thị trấn là 1776 người và mật độ 643 người/km².